# Cinobaňa
Cinobaňa és un poble i municipi d'Eslovàquia que es troba a la regió de Banská Bystrica.

## Història
La primera menció escrita de la vila es remunta al 1279.

## Demografia
| Godina             | 1994 | 2004   | 2014   | 2024    |
| ------------------ | ---- | ------ | ------ | ------- |
| Nombre de persones | 2407 | 2358   | 2303   | 1964    |
| Diferència         |      | −2,03% | −2,33% | −14,71% |

| Godina             | 2023 | 2024   |
| ------------------ | ---- | ------ |
| Nombre de persones | 1995 | 1964   |
| Diferència         |      | −1,55% |